# Ghiacciaio Adams (Terra di Wilkes)
Il ghiacciaio Adams (in inglese Adams Glacier) è un ghiacciaio lungo oltre 37 km situato sulla costa di Budd, nella parte occidentale della Terra di Wilkes, in Antartide. Il ghiacciaio, il cui punto più alto si trova ad oltre 60 m s.l.m., fluisce verso nord fino a entrare nella baia Vincennes, poco a est dell'isola Hatch.

## Storia
Il ghiacciaio Adams è stato mappato per la prima volta nel 1955 da G. D. Blodgett grazie a fotografie aeree scattate durante l'operazione Highjump, 1946-1947, ed è stato in seguito così battezzato dal Comitato consultivo dei nomi antartici in onore di John Quincy Adams, sesto Presidente degli Stati Uniti d'America. Adams ebbe un ruolo fondamentale, durante la sua carica di rappresentante del Massachusetts al Congresso statunitense, nel far ottenere il via libera alla Spedizione di Wilkes, 1838-42, ufficialmente conosciuta come "United States Exploring Expedition" e comandata da Charles Wilkes, e nel mantenere attiva la pubblicazione di materiale basato sull'operato di quella spedizione.